# موزه هورتا
موزۀ هورتا (به فرانسوی: Musée Horta، به هلندی: Hortamuseum) موزه‌ای است که به زندگی و آثار معمار آر نوُوی بلژیکی، ویکتور هورتا و زمان او اختصاص دارد. این موزه در خانه و کارگاه سابق هورتا (۱۸۹۸)، در شهرداری سن-ژیل بروکسل قرار دارد.
در فضای داخلی آر نوُو (هنر نو) یک نمایش دائمی از مبلمان، ظروف و اشیاء هنری طراحی شده توسط هورتا و معاصرانش و همچنین اسناد مربوط به زندگی و زمان او است. این موزه همچنین نمایشگاه‌های موقتی با موضوعات مرتبط با هورتا و هنر او برگزار می‌کند.
این ساختمان در فهرست میراث جهانی یونسکو به عنوان یکی از خانه‌های شهری بزرگ ویکتور هورتا در بروکسل ثبت شده‌ است.

## جوایز
کمیسیون یونسکو، موزۀ هورتا را در سال ۲۰۰۰ میلادی به عنوان بخشی از فهرست «خانه‌های شهری بزرگ معمار ویکتور هورتا» به عنوان میراث جهانی یونسکو به رسمیت شناخت.
چهار خانۀ شهر بزرگ — هتل تاسل، هتل سولوای، هتل ون ایتولده، و خانه و کارگاه هورتا — واقع در بروکسل و طراحی شده توسط معمار ویکتور هورتا، یکی از اولین بنیان‌گذاران هنر نو (آرنوُو)، برخی از برجسته‌ترین آثار پیشگام معماری پایان قرن نوزدهم قرار دارند. انقلاب سبکی که این آثار بازنمایی می‌کنند با پلان باز، انتشار نور، و پیوستگی درخشان خطوط منحنی تزئینات با ساختار ساختمان مشخص می‌شود.
پروژۀ مرمت گسترده‌ای در سال ۲۰۱۳ میلادی به انجام رسید. در سال ۲۰۱۴ میلادی برندۀ جایزۀ اتحادیۀ اروپا برای میراث فرهنگی / جایزۀ اروپا نوسترا گردید.

## گالری

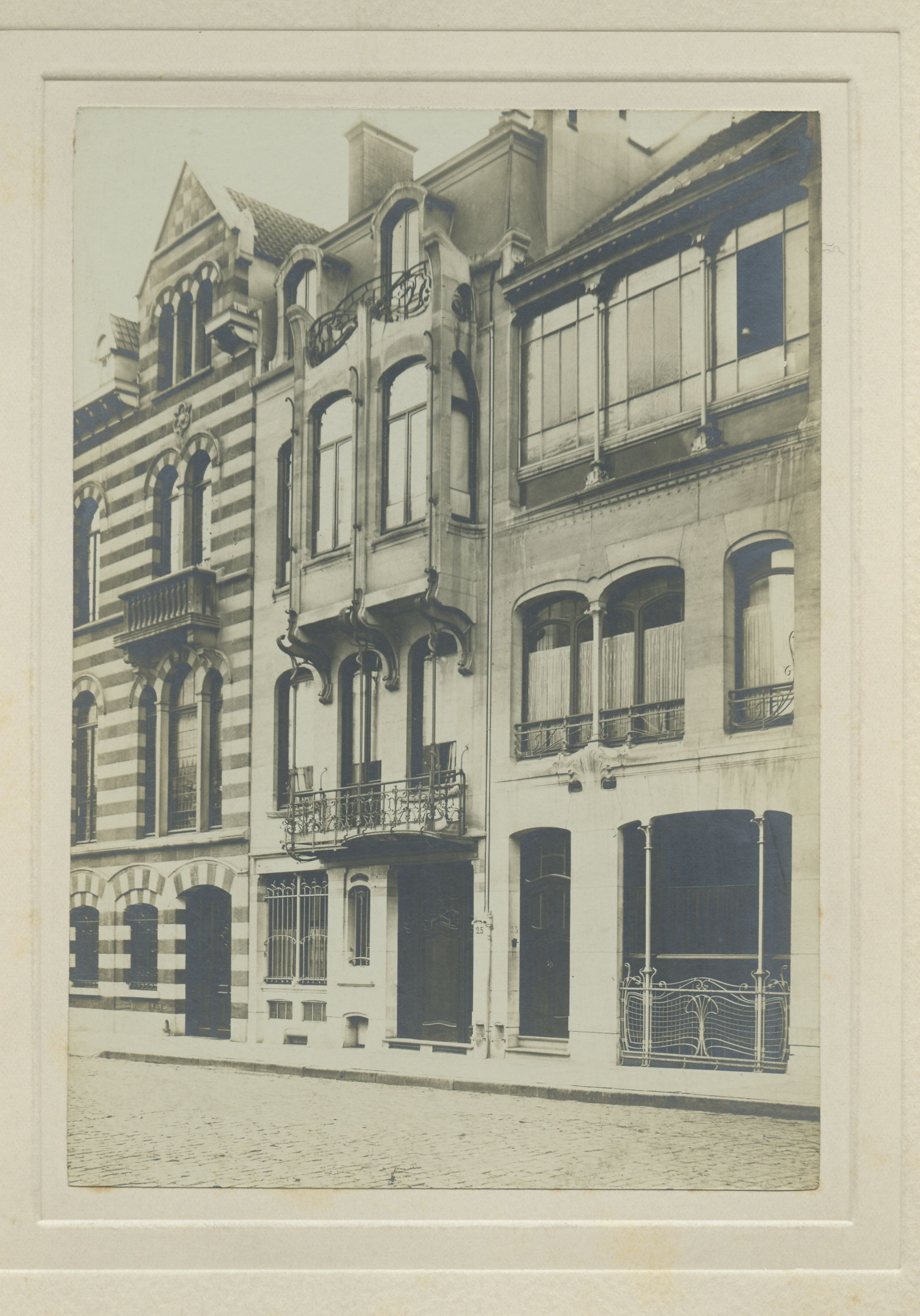
خانه و کارگاه هورتا در اوایل قرن بیستم
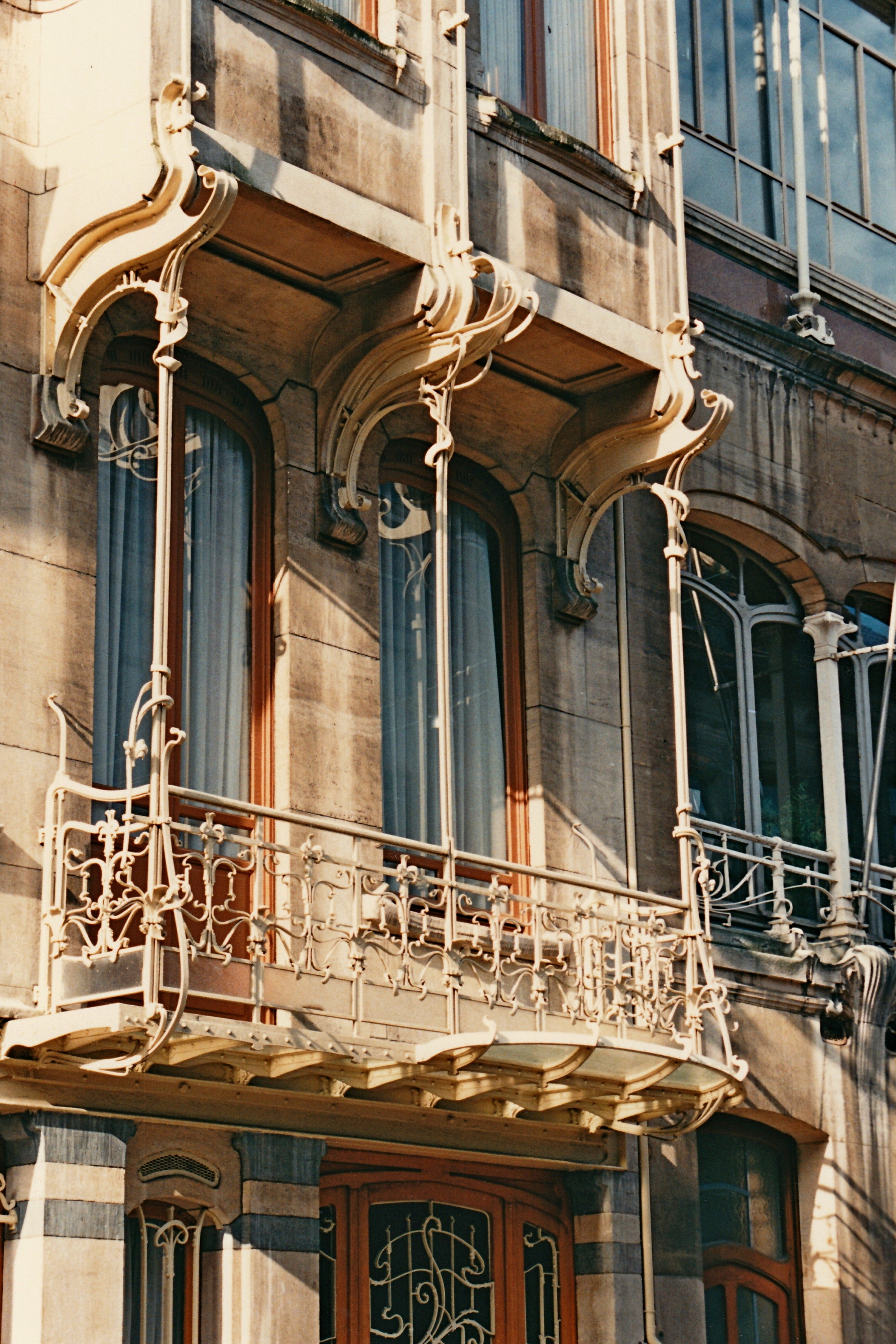
بالکن (ایوان)
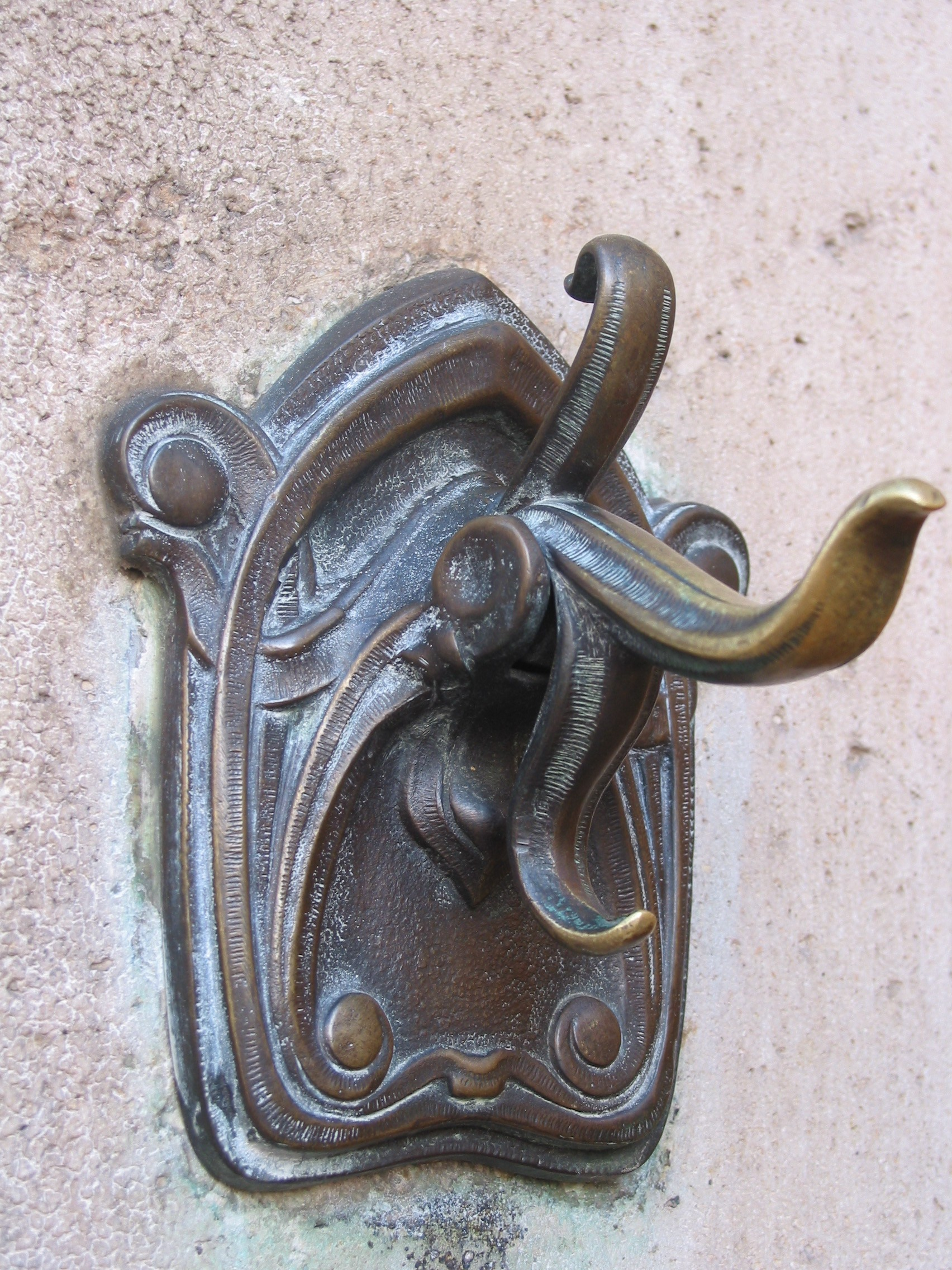
زنگ در
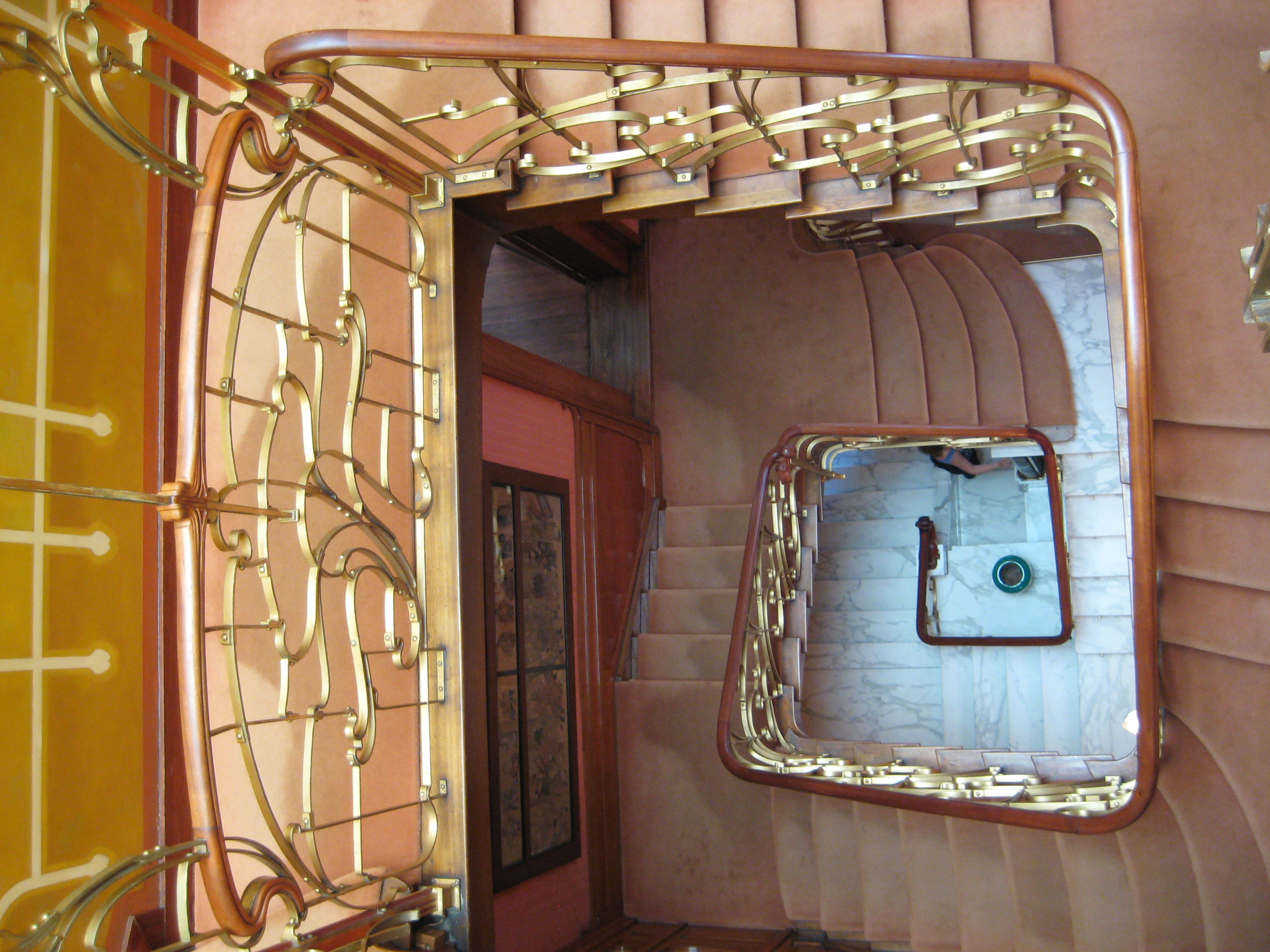
راه پلۀ مارپیچ
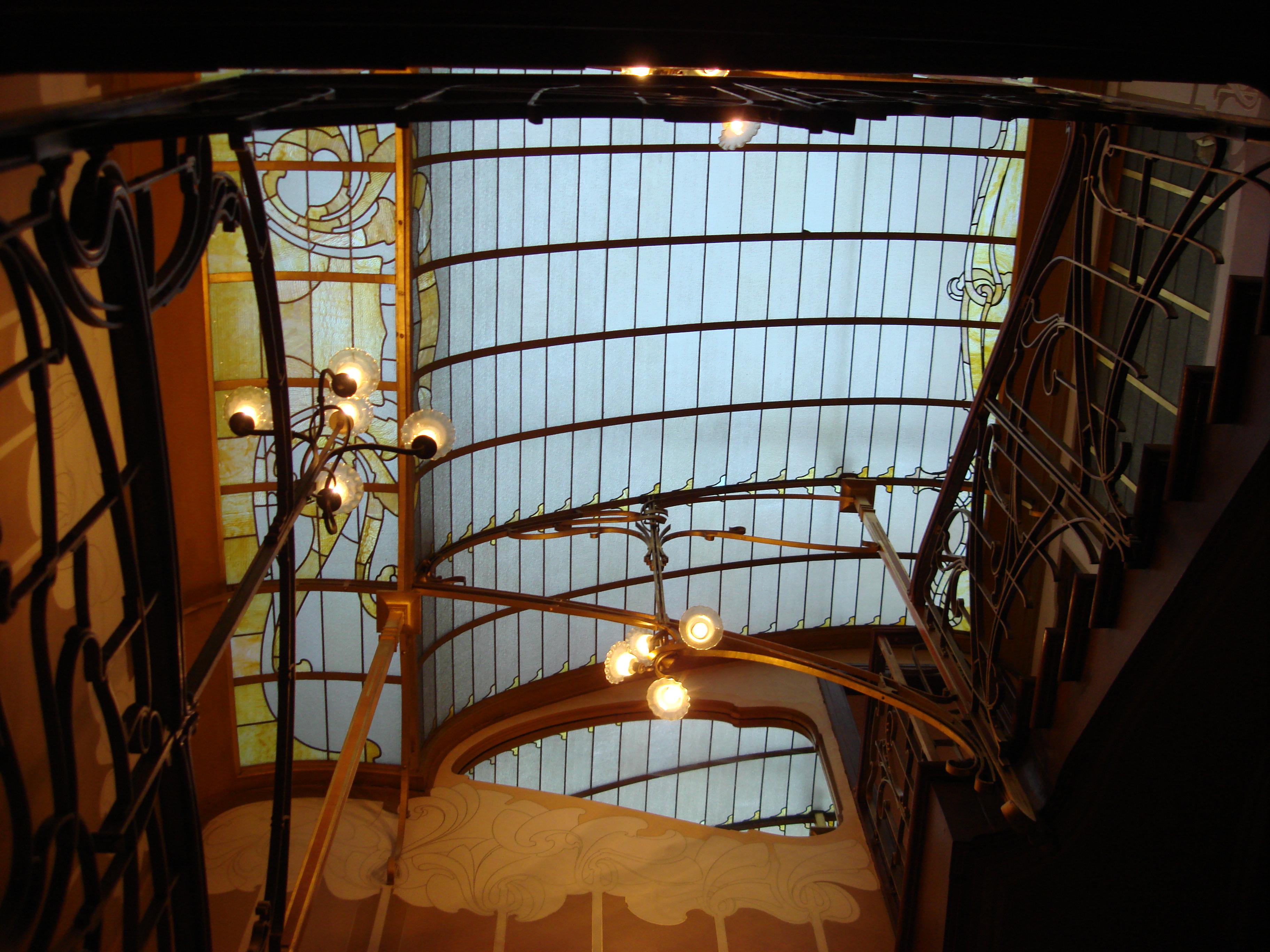
نورگیر بالای راه پله
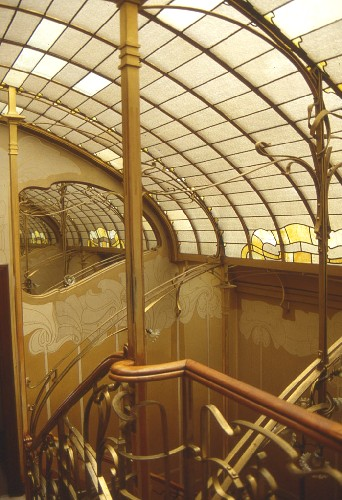
نمای نزدیک از نورگیر
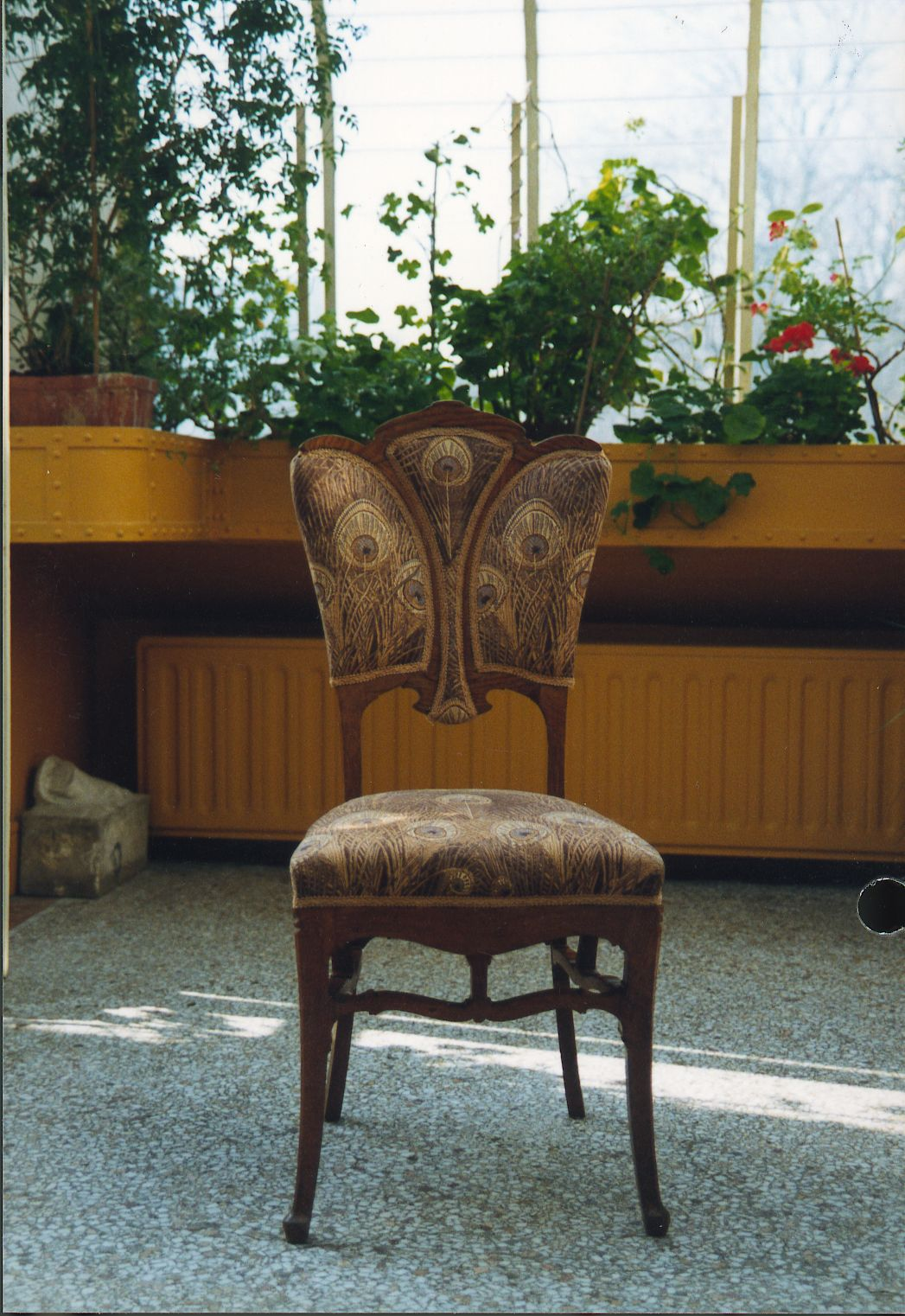
صندلی طاووس هورتا از هتل تاسل یا قلعۀ لئولپ
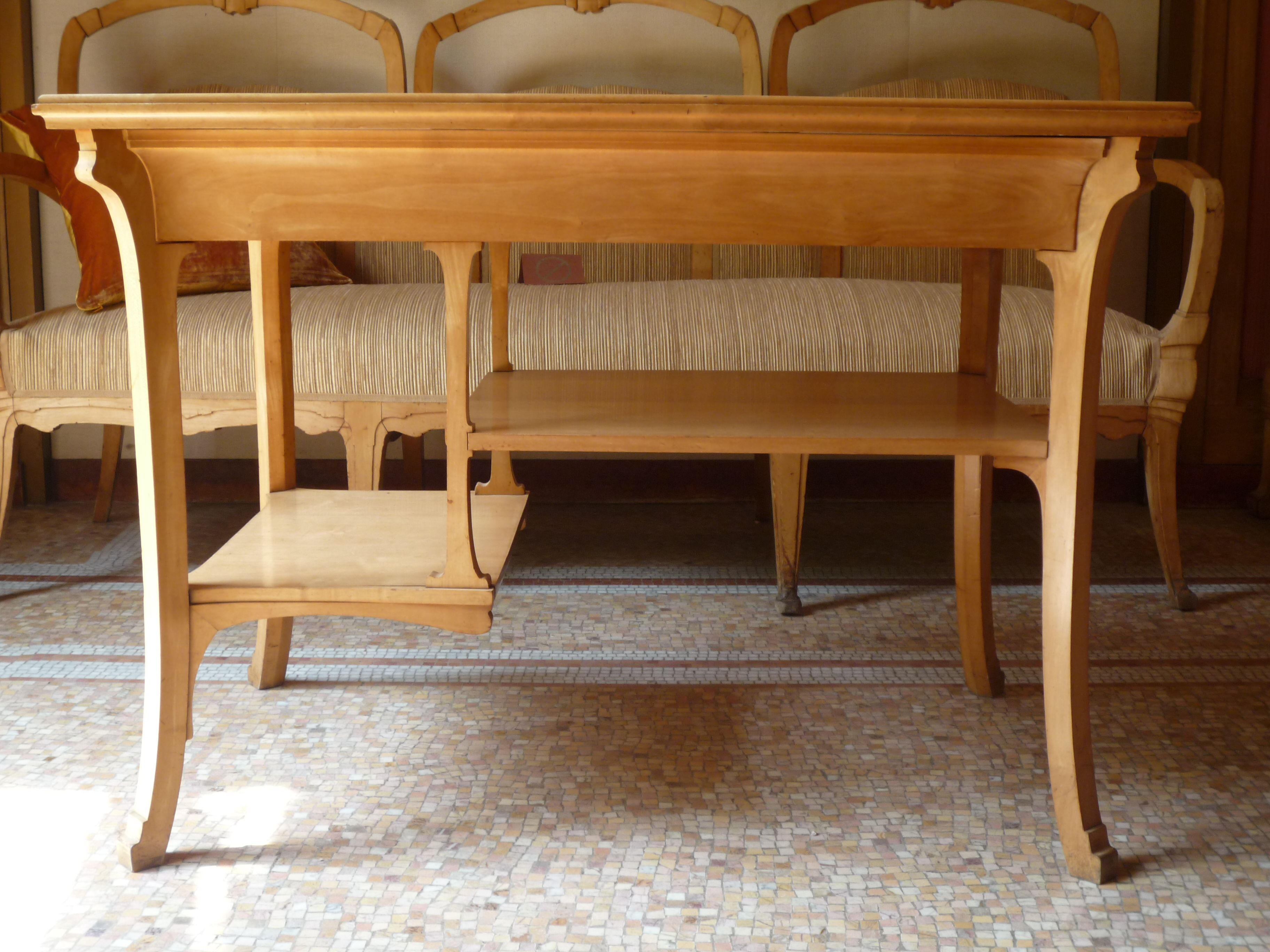
میز هورتا، احتمالاً برای نمایشگاه بین‌المللی تورین ۱۹۰۲ میلادی طراحی شده‌ است

## بیشتر بخوانید
- «موزۀ هورتا، سنت ژیل، بروکسل»، اوبری، فرانسوا (۲۰۰۱). نشر: لودیون. اُسی‌ال‌سی: ۵۰۲۱۲۸۵۸